# Kusacz falisty
Kusacz falisty (Crypturellus undulatus) – gatunek średniej wielkości ptaka z rodziny kusaczy (Tinamidae), zamieszkujący Amerykę Południową. Nie jest zagrożony wyginięciem.

## Zasięg występowania
Kusacz falisty występuje w zależności od podgatunku:
- C. undulatus manapiare – południowa Wenezuela.
- C. undulatus simplex – Gujana, północno-środkowa Brazylia.
- C. undulatus yapura – zachodnia Amazonia.
- C. undulatus adspersus – środkowa Brazylia.
- C. undulatus vermiculatus – wschodnia Brazylia.
- C. undulatus undulatus – południowo-zachodnie Peru do północnej Argentyny.

## Charakterystyka
Długość ciała 28–32 cm; masa ciała samic średnio 621 g, samców 462–569 g. Szary dziób i nogi. Upierzenie jednolite, szarawobrązowe, z białym gardłem i ciemnymi prążkami na bokach. Z bliska widoczne czarne prążki na wierzchu ciała. Bardzo ostrożny, mimo to można go łatwo zaobserwować, ponieważ zaniepokojony nie ucieka, ale nieruchomieje.

## Środowisko
Pospolity w okresowo zalewanych lasach.

## Status
Międzynarodowa Unia Ochrony Przyrody (IUCN) uznaje kusacza falistego za gatunek najmniejszej troski (LC – Least Concern). Liczebność populacji nie została oszacowana; w 1996 roku ptak ten opisywany był jako pospolity. Jego liczebność spada ze względu na polowania i wylesianie Amazonii.